# Frances Langford
Frances Langford (ur. 4 kwietnia 1913 w Lakeland na Florydzie, zm. 11 lipca 2005 w Jensen Beach na Florydzie) – amerykańska piosenkarka i aktorka filmowa.

## Filmografia (wybór)
- 1936: Urodzona do tańca jako Peppy Turner
- 1942: Yankee Doodle Dandy
- 1943: To jest armia

## Dyskografia (wybór)
- 1938: Song Hits From The Boys From Syracuse
- 1939: Victor Herbert Melodies, Vol. 1
- 1939: Victor Herbert Melodies, Vol. 2
- 1939: Decca Presents Frances Langford In A Souvenir Album Of Her Outstanding Song Hits
- 1941: Hawaii Calls
- 1948: Selections from Showboat
- 1949: Rainbow Rhapsody
- 1961: The Bickersons Starring Don Ameche And Frances Langford
- 1962: The Bickersons Fight Back
- 1963: Sings Old Songs For Old Friends
- 1978: I Feel A Song Coming On 1935-37
- 1980: The Bickersons Original Radio Comedy Classics From 1947 And 1948
- 1986: The Return of The Bickersons!
- 1989: Gettin' Sentimental
- 1993: Someone To Watch Over Me
- 1996: Sweet Heartache
- 1997: I'm In The Mood For Love
- 2001: So Many Memories